# El último café (tango)
El último café es un tango de Argentina con letra de Cátulo Castillo y música de  Héctor Stamponi que fue estrenado en 1963 por Raúl Lavié en el primer concurso de Odol de la canción donde fue galardonada con el primer premio.

## Los autores
Cátulo Castillo (Buenos Aires, 6 de agosto de 1906 - ídem, 19 de octubre de 1975), cuyo nombre completo era Ovidio Cátulo González Castillo, fue un conocido poeta y compositor argentino de tango autor, entre otros, de los tangos Organito de la tarde, El aguacero, una canción-tango que musicalizó sobre letra de José González Castillo), Tinta roja y del vals Caserón de tejas, ambos con música de Sebastián Piana), María y La última curda con música de Aníbal Troilo.
Héctor Stamponi (Campana, 24 de diciembre de 1916-Buenos Aires, 3 de diciembre de 1997) cuyo nombre completo era Héctor Luciano Stamponi, fue un compositor, pianista y arreglista entre cuyas obras se encuentran los tangos Quedémosnos aquí y Qué me van a hablar de amor, ambos con letra de Homero Expósito.

## Historia
Una parte de la melodía de El último café fue incluida por Stamponi como música incidental en el filme documental Carlos Gardel, historia de un ídolo, del director Solly Schroder, filmada en 1963 y estrenada al año siguiente, donde acompaña las imágenes del entierro del biografiado y el recitado del poema Muerte y entierro de Gardel, de Raúl González Tuñón que realiza desde fuera de la pantalla Julio Jorge Nelson. La versión completa –ya con la letra de Cátulo Castillo- fue estrenada en diciembre de 1963 en la voz de Raúl Lavié en el primer concurso de Odol y fue galardonada con el primer premio. pablo degani 

## Comentarios
Horacio Salas opina que el café le sirve a Cátulo Castillo en esta letra para significar la finitud del amor.
Del Priore y Amuschástegui escriben que este tango –al igual que otros como Frente al mar, de Mariano Mores y Rodolfo Taboada, y Qué falta que me hacés, de Armando Pontier, Miguel Caló y Federico Silva, estrenados el mismo año- encuadra dentro de los cánones de la época, marcados por la influencia del éxito de los géneros románticos latinos, el bolero y sus derivados.

## Grabaciones
Fue grabado por las orquestas de José Basso con la voz de Jorge Durán en 1963, de Juan D’Arienzo con la voz de Jorge Valdez para RCA Victor en 1964, de Fulvio Salamanca con el cantor Julio Rodolfo para el sello Pathé en 1968 la de Héctor Varela con la voz de Ernesto Herrera, el Sexteto Tango con la voz de Jorge Maciel y el Sexteto Mayor en versión instrumental. También lo registraron los solistas Hugo del Carril con acompañamiento de orquesta en 1964, Raúl Lavié con la orquesta de Osvaldo Piro en 1997, Roberto Goyeneche con la orquesta Baffa-Berlingieri en RCA Victor en septiembre de 1968, Susana Rinaldi con el acompañamiento de Juan Carlos Cuacci en el sello Trova en 1973, Julio Sosa con la orquesta de Leopoldo Federico en CBS en 1961 y 1964, Néstor Fabián, Rosanna Falasca, Jorge Falcón y la cantante María José.